# Philosophe (Lumières)
Ne doit pas être confondu avec philosophe.

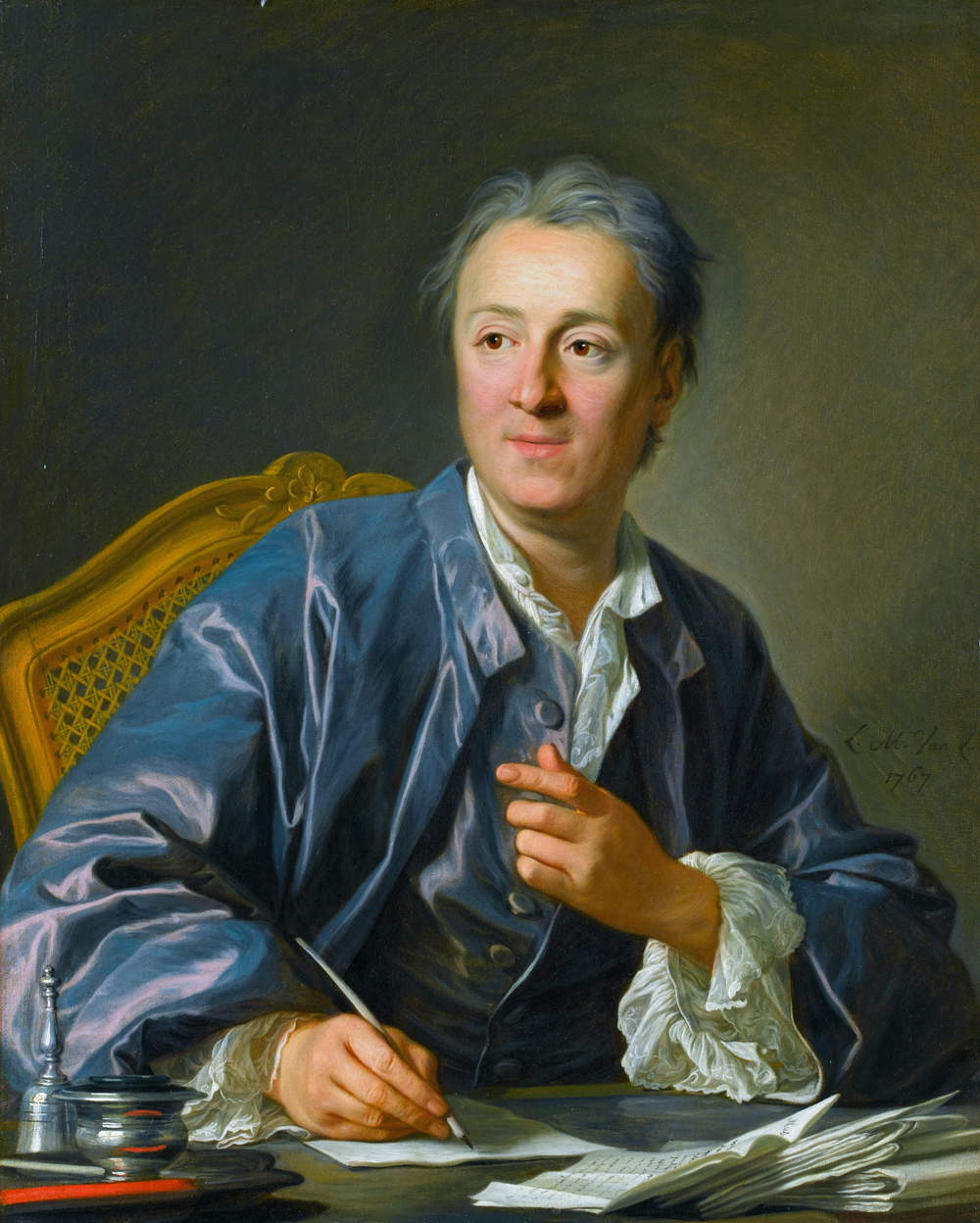
Denis Diderot, philosophe français des Lumières.

Philosophe est le nom que se donnait, en France au siècle des Lumières, une personne intellectuelle progressiste qui entendait appréhender le monde et ses multiples domaines, tels que la politique, l'économie, la science, l’histoire, les questions sociales, etc. de manière rationnelle et philosophique, par contraste avec les conservateurs qui se réclamaient des valeurs monarchiques et religieuses. Ce terme est ensuite passé tel quel du français dans les autres langues européennes pour désigner tous les partisans des Lumières, et donner naissance à une « République des lettres » internationale permettant aux intellectuels d'échanger librement leurs vues et idées sur toute sorte de sujets, allant de l'actualité à la critique d'art, et ce dans tous les formats possibles et imaginables.

## Caractérisation
Dans l’Encyclopédie, Dumarsais ouvre sa définition de « philosophe » sur ces termes : 

« Il n’y a rien qui coûte moins à acquérir aujourd’hui que le nom de philosophe. »

 Après avoir critiqué ceux qui se considèrent comme philosophes juste « parce qu'ils ont osé renverser les bornes sacrées posées par la religion », Dumarsais met en parallèle la raison du philosophe à la grâce du chrétien : « La grâce détermine le chrétien à agir ; la raison détermine le philosophe », avant de conclure que « Le philosophe est donc un honnête homme qui agit en tout par raison, & qui joint à un esprit de réflexion & de justesse les mœurs & les qualités sociables ». Le philosophe des Lumières est donc la palingénésie de l’« honnête homme » du siècle précédent.
La convergence autour du terme de « philosophe », en référence aux philosophes du siècle précédent, comme comme Spinoza ou Descartes, qui ont élaboré des systèmes où la philosophie pouvait être considérée comme une alternative à la révélation divine, reflète l’anticléricalisme assez répandu parmi les partisans des Lumières, en lutte contre toutes les religions révélées et toutes les formes de mysticisme. Peu de philosophes des Lumières, hormis d’Holbach ou Helvétius, ayant fait œuvre de philosophie, ce terme est à prendre, dans ce contexte, au sens large, à savoir la connaissance en général, tant les spéculations intellectuelles que scientifiques. Les philosophes des Lumières, dont la plupart des philosophes étaient des hommes, mais qui comprenaient également des femmes, étaient essentiellement partisans du progrès et de la tolérance, dans le refus des dogmatismes et la primauté accordée à la raison.
Les spécialistes ne s'accordent pas sur la question de savoir si seuls les philosophes français peuvent être qualifiés de Philosophes ou s’il faut, au contraire, l’étendre à tous les penseurs des Lumières. L’historien Peter Gay l’applique, par exemple, à tout le chœur bruyant, informel et totalement inorganisé des nombreux critiques culturels, sceptiques religieux et réformateurs politiques du XVIIIe siècle, « d’Édimbourg à Naples, de Paris à Berlin, de Boston à Philadelphie », car s’il y a eu de nombreux philosophes, il n'y a eu qu'un seul mouvement des Lumières. Le critique culturel Neil Postman estime qu’en tant que scientifiques, éducateurs, humanitaires et réformateurs, les philosophes des Lumières s’intéressaient moins à la construction de modèles philosophiques qu’à des questions pratiques et concrètes, comme la torture judiciaire, l’emprisonnement arbitraire, l’intolérance religieuse, la tyrannie, l’esclavage, les prisons pour débiteurs, etc. Leurs actions étaient régies moins par les impératifs catégoriques kantiens que par les découvertes newtoniennes.

## Réseau d’influence
L’absence de liberté politique sous l’Ancien Régime restreignant les espaces de dialogue, a déplacé le débat vers la sphère intellectuelle française, polarisant celle-ci en deux réseaux d’influence : les philosophes, progressistes et matérialistes, d'une part et le « parti dévot », conservateur, d'autre part, dont l'opposition, virulente, a laissé des traces dans la littérature, la politique et les journaux de l'époque. Alors que le « parti des dévots » était en réalité une société secrète catholique au fonctionnement apparenté à celui d’une confrérie, qui s’efforçait d’entraver par tous tous les moyens la propagation des idées des Lumières, la mitoyenneté avec ses principaux opposants idéologiques a parfois fait donner à ceux-ci le nom de « parti philosophique », voire de « faction philosophique ». De nombreux philosophes des Lumières collaboraient, par la même occasion, à l’Encyclopédie, on a également pu parler de « parti encyclopédique », au sens de « prendre parti pour », sans que ce « parti » ne corresponde jamais à aucune association instituée, ni à aucun organe politique proprement dit. Pour autant, certains enjeux, comme une élection à l’Académie française pouvaient faire l’objet d’intenses campagnes électorales entre les progressistes éclairés se donnant le nom de philosophes et leurs adversaires conservateurs, englobés sous le terme de « parti dévot », de par son apparentement idéologique avec les jésuites ou les jansénistes. Melchior Grimm rapporte ainsi, dans sa Correspondance littéraire, philosophique et critique, que : 

« L’Académie, suivant l’usage de tous les corps, est partagée en deux partis ou factions : le parti dévot, qui réunit aux prélats tous les académiciens mincement pourvus de mérite, et d’autant plus empressés par conséquent à faire leur cour avec bassesse ; et le parti philosophique, que les dévots appellent encyclopédique, qui est composé de tous les gens de lettres qui pensent avec un peu d’élévation et de hardiesse, et qui préfèrent l’indépendance et une fortune bornée aux faveurs qu’on n’obtient qu’à force de ramper et de mentir. »

 Après avoir rangé au nombre du parti dévot, le cardinal de Rohan, le duc de Nivernois, l’archevêque de Toulouseou le prince de Beauvau, Grimm écrit que certains académiciens dédaignent, au contraire, d'être d’aucun parti, « que leur neutralité expose à la calomnie des deux factions. »

## Programme politique

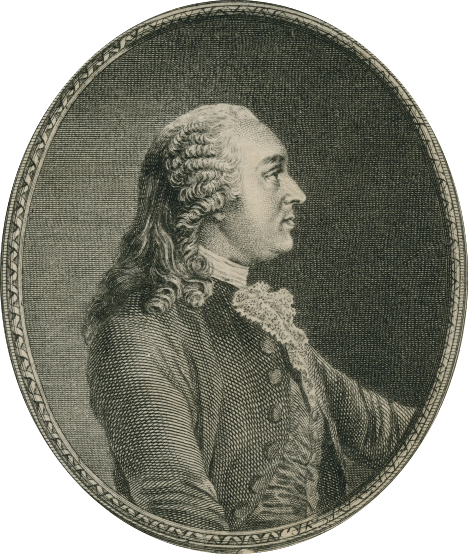
Turgot, le « candidat » du parti philosophique.

Sur le plan politique, les Philosophes s’étaient résignés à accepter le despotisme éclairé, comme un pis-aller permettant d’imposer très rapidement les réformes qu’ils voulaient, comme les montrent les remarques de Diderot, dans ses Observations sur le Nakaz, sceptique à l’endroit du « despotisme éclairé ». Les principaux despotes éclairés, comme Charles III d'Espagne, Marie-Thérèse et Joseph II d’Autriche, Frédéric II de Prusse, Catherine II de Russie, Gustave III de Suède, Maximilien III Joseph de Bavière, Ferdinand Ier des Deux-Siciles, ont ainsi entretenu une correspondance suivie avec les Philosophes, et certains d’entre eux, comme Frederic ou Catherine, les ont même soutenus financièrement.
La nomination de leur « candidat », Turgot, au poste de contrôleur général des finances par Louis XVI, en aout 1774, suscita de grands espoirs au sein du parti philosophique. Lorsque Turgot fut nommé, les Philosophes espérèrent voir la réalisation de leurs espoirs de réformes, parmi lesquelles on comptait : la liberté illimitée du commerce amenée graduellement ; la suppression des droits les plus onéreux sur les consommations, et surtout de la gabelle ; l’abolition des corvées ; celle des usages les plus tyranniques nés de la féodalité ; les deux vingtièmes et les tailles convertis en un impôt territorial qui assujettirait la noblesse et le clergé aux charges communes ; l’égale répartition de l’impôt assurée par le cadastre général des terres du royaume ; la liberté de conscience ; le rappel des protestants ; la suppression de la plupart des monastères, en conservant aux moines les droits de propriétaires usufruitiers; le rachat des rentes féodales, combiné avec le respect pour la propriété ; l’abolition de la torture, un code criminel moins effrayant pour les accusés ; un seul code civil substitué aux dispositions incohérentes du droit coutumier mêlé avec le droit romain ; l’uniformité des poids et mesures ; la suppression des jurandes et maîtrises et de toutes les entraves apportées à l’industrie ; tout ce qui rendait les provinces françaises étrangères l’une à l’autre, et quelquefois ennemies, modifié ou écarté ; des administrations provinciales, composées de grands propriétaires, combinant avec ordre les intérêts municipaux, substituant l’utilité au luxe capricieux des monuments, perçant de nouvelles routes, joignant les fleuves et les mers par de nombreux canaux ; les riches abbayes tenues en réserve après la mort des titulaires ; l’aisance des curés et des vicaires assurée ; les philosophes invités à fournir au gouvernement le tribut de leurs observations philanthropiques ; la pensée rendue aussi libre que l’industrie ; un nouveau système d’instruction publique où tous les vieux préjugés seraient combattus ; l’autorité civile rendue indépendante du pouvoir ecclésiastique. Le renvoi de Turgot, moins de deux ans plus tard, le 12 mai 1776, marqua la fin de ces espoirs que la Révolution allait remettre à l’ordre du jour.

## Postérité
La philosophie des Lumières a souvent été blâmée pour la Révolution et ses excès, mais nombre de ses acteurs de premier plan, tels Robespierre, étaient en réalité, de fervents admirateurs de Rousseau, qui s’est montré hostile aux philosophes, allant jusqu’¡a parler de « coterie holbachique ». Rousseau a exercé une influence considérable sur la Révolution française, alors que celle-ci a sérieusement maltraité les deux derniers philosophes des Lumières survivants, l’abbé Raynal, accusé de sénilité lorsqu’il l’a critiquée avec la même liberté de ton dont il avait fait preuve à l'égard de l’Ancien Régime, et Condorcet, proscrit comme girondin et mort en prison, pendant la Terreur.